# Frano Baće
Frano Baće, hrvaški slikar, grafik in pedagog, * 3. oktober1911, † 28. maj 1993.
Bil je predavatelj na Akademiji likovnih umetnosti v Zagrebu med letoma 1956 in 1982.